# Corde cosmique
Pour les articles homonymes, voir Corde.
 (avril 2017).
Si vous disposez d'ouvrages ou d'articles de référence ou si vous connaissez des sites web de qualité traitant du thème abordé ici, merci de compléter l'article en donnant les références utiles à sa vérifiabilité et en les liant à la section « Notes et références ».
 (avril 2017).

Simulation informatique de l'amplitude du gradient des anisotropies induites par les cordes cosmiques dans le fond diffus cosmologique.

Une corde cosmique est un objet hypothétique présent en faible quantité dans l'univers qui aurait une structure essentiellement linéique (d'où son nom). Elle se serait formée lors d'une transition de phase résultant d'une brisure spontanée de symétrie dans l'univers primordial.
Le concept de corde cosmique ne doit pas être confondu avec celui des cordes de la théorie des cordes. Ces dernières sont des objets microscopiques dont la taille est de l'ordre de la longueur de Planck, alors que les cordes cosmiques sont des objets aussi grands que l'univers observable, voire plus grand encore.

## Propriétés essentielles
On distingue deux types de cordes cosmiques : les cordes dites « locales » et les cordes dites « globales ».
Les cordes locales ont une densité d'énergie localisée au voisinage de la corde. Elles ne possèdent pas de champ comme un champ électrique qui trahirait leur présence à grande distance. On dit ainsi qu'elles ne présentent pas d'attraction à longue portée. L'épaisseur d'une corde locale est fixée par l'échelle d'énergie (ou la température) à laquelle elle s'est formée selon la formule usuelle reliant la longueur d'onde de Compton λ à une énergie E :
{\displaystyle \lambda ={\frac {\hbar c}{E}}},
où {\displaystyle \hbar } est la constante de Planck réduite et c la vitesse de la lumière dans le vide. On montre que le nombre de cordes présentes dans l'univers observable est de l'ordre de quelques dizaines voire de quelques unités.
À l'inverse, les cordes globales présentent un champ à grande distance qui décroît sur des distances de l'ordre du rayon de Hubble. L'amplitude de ces champs est de l'ordre de
{\displaystyle \phi \sim {\frac {E}{Hc}}},
où H est la constante de Hubble. La densité d'énergie associée aux cordes globales est proportionnelle au carré du champ produit, ce qui, ramené à la densité critique {\displaystyle \rho _{\rm {c}}} donne
{\displaystyle \rho \sim {\frac {\phi ^{2}}{\hbar c}}{\frac {1}{\rho _{\rm {c}}}}},
ce qui se simplifie en
{\displaystyle \rho \sim {\frac {E^{2}}{E_{\rm {Pl}}^{2}}}},
{\displaystyle E_{\rm {Pl}}} étant l'énergie de Planck.

## Observations des cordes cosmiques
Les effets des cordes cosmiques sur leur environnement sont principalement de nature gravitationnelle. Les cordes cosmiques ont un temps été considérées comme un candidat viable à la formation des grandes structures, avant que l'étude des anisotropies du fond diffus cosmologique et notamment l'observation des pics Doppler dans son spectre de puissance ne les excluent comme moteur principal de la formation des structures. Pour l'heure, et malgré quelques fausses alertes, les cordes cosmiques n'ont pas été observées. Cela permet de mettre des limites supérieures sur la température qui régnait lors de la transition de phase qui les a vus naître. Il n'est par contre pas possible d'exclure leur existence.